# アルビレックス新潟シンガポール
アルビレックス新潟シンガポール（アルビレックスにいがたシンガポール、英語: Albirex Niigata Singapore）は、シンガポールを本拠地とするサッカーチーム。日本プロサッカーリーグ（Jリーグ）に加盟するアルビレックス新潟の下部組織でもある。

## 概要
2004年からシンガポールプレミアリーグ（旧称：Sリーグ）に参加。チームの目的として、同国でのサッカーのレベルアップへの貢献と、選手の国際経験の充実化を図ることを目指している。スローガンは「The reason.」（ここにある意味）。
選手は日本でスカウト・採用された選手と、アルビレックス新潟のスポンサーの1社であるNSGグループが運営する「JAPANサッカーカレッジ」（JSC）の在学者や卒業生から選抜されたメンバーが主体となった。
アルビレックス新潟や、それ以外のJリーグチームから若手の育成先として選手の派遣を受け入れつつ、Jリーグクラブを契約満了となった若手選手、前述のJSCの履歴を持つ選手などで構成される。また、選手だけでなく若手の指導者をチーム首脳に登用したり、Jリーグのベテラン選手をコーチ兼任で派遣または現地採用するなど、選手育成だけでなく指導者の育成も行っている。近年はアルビレックス新潟シンガポールから移籍後に東南アジアを中心で活躍する選手たちを次々と輩出しており、2010年11月のポルトガル2部リーグのCFベレネンセスとのパートナーシップ契約締結や、アジア諸国の代理人とのコンタクトを密にすることで、戦略的に海外で活躍する日本人選手を生み続けようとしている。
キヤノン・シンガポールPTEがメインスポンサーとなっている。当初はアルビレックス新潟からの財政援助を受けてきたが、現在は単体で黒字を確保している。
2011年にジャラン・ベサール・スタジアムで行われたリーグカップ (Singapore League Cup) 決勝戦でホーガン・ユナイテッドにPK戦の末勝利し優勝した。クラブにとって初のタイトル獲得となった。
2013年2月5日、2013-14シーズンよりアルビレックス新潟バルセロナを設立し、カタルーニャ州4部リーグに参戦することが発表された。プロジェクトは日本スペイン交流400周年事業の一環として外務省の認可を受ける。
2016年、シンガポールで史上初となる四冠を達成した。2017年6月、ミャンマー代表と対戦した。
2017年、2年連続の四冠を達成した。
2018シーズンにレギュレーションが改定され、登録選手の年齢に制限がかけられることになった。具体的には全登録選手人数の50%ずつをU-21とU-23で構成しなければならず、オーバーエイジは1名に限り登録できることとなった。また、日本人選手以外にもU-23のシンガポール人選手を登録が可能となったことにより、2018シーズンに2名、2019シーズンに6名、2020シーズンは8名のシンガポール人選手を獲得した。
2018年のレギュレーション改定を機にシンガポール人選手の育成にも乗り出すこととなり、2019年にアルビレックス新潟シンガポール U-15、2020年にアルビレックス新潟シンガポール U-17 をそれぞれ設立した。

## 歴史

### タイトル
国内タイトル
- リーグ戦：6回
  - 2016, 2017, 2018, 2020, 2022、2023
- シンガポール・カップ：4回
  - 2015, 2016, 2017, 2018
- シンガポール・リーグカップ：4回
  - 2011, 2015, 2016, 2017
- シンガポール・チャリティーシールド：3回
  - 2016, 2017, 2018

国際タイトル
なし

## 過去の成績
| 年度 | リーグ戦     | リーグ戦 | リーグ戦 | リーグ戦 | リーグ戦 | リーグ戦 | リーグ戦 | リーグ戦 | カップ戦     | カップ戦           | その他                                    |
| 年度 | 順位         | 勝点     | 試合     | 勝       | 分       | 敗       | 得点     | 失点     | リーグカップ | シンガポールカップ | その他                                    |
| ---- | ------------ | -------- | -------- | -------- | -------- | -------- | -------- | -------- | ------------ | ------------------ | ----------------------------------------- |
| 2004 | 5位/10チーム | 44       | 27       | 12       | 8        | 7        | 50       | 42       | ―            |                    | -                                         |
| 2005 | 5位/10チーム | 44       | 27       | 12       | 8        | 7        | 50       | 33       | ―            |                    | -                                         |
| 2006 | 6位/11チーム | 45       | 30       | 12       | 9        | 9        | 52       | 44       | ―            |                    | -                                         |
| 2007 | 8位/12チーム | 35       | 33       | 9        | 8        | 16       | 45       | 49       | 1回戦敗退    |                    | -                                         |
| 2008 | 7位/12チーム | 41       | 33       | 10       | 11       | 12       | 44       | 55       | ベスト8      | 予選敗退           | -                                         |
| 2009 | 7位/12チーム | 38       | 30       | 11       | 5        | 14       | 38       | 47       | 予選敗退     | 4位                | -                                         |
| 2010 | 7位/12チーム | 37       | 33       | 9        | 10       | 14       | 31       | 42       | 1回戦敗退    | ベスト8            | -                                         |
| 2011 | 4位/12チーム | 65       | 33       | 20       | 5        | 8        | 80       | 34       | 優勝         | 準優勝             | -                                         |
| 2012 | 3位/13チーム | 43       | 24       | 12       | 7        | 5        | 37       | 26       | ベスト8      | ベスト8            | -                                         |
| 2013 | 3位/12チーム | 46       | 27       | 13       | 7        | 7        | 36       | 28       | ベスト4      | 4位                | -                                         |
| 2014 | 5位/12チーム | 44       | 27       | 13       | 5        | 9        | 51       | 40       | ベスト8      | ベスト8            | -                                         |
| 2015 | 3位/10チーム | 45       | 27       | 13       | 6        | 8        | 27       | 17       | 優勝         | 優勝               | -                                         |
| 2016 | 1位/9チーム  | 50       | 24       | 16       | 2        | 6        | 50       | 24       | 優勝         | 優勝               | シンガポール・コミュニティシールド 優勝   |
| 2017 | 1位/9チーム  | 62       | 24       | 20       | 2        | 2        | 70       | 16       | 優勝         | 優勝               | シンガポール・コミュニティシールド 優勝   |
| 2018 | 1位/9チーム  | 66       | 24       | 21       | 3        | 0        | 69       | 17       | -            | 優勝               | シンガポール・コミュニティシールド 優勝   |
| 2019 | 4位/9チーム  | 41       | 24       | 12       | 5        | 7        | 36       | 25       | -            | 予選敗退           | シンガポール・コミュニティシールド 準優勝 |
| 2020 | 1位/8チーム  | 32       | 14       | 10       | 2        | 2        | 32       | 14       | -            | -                  | -                                         |
| 2021 | 2位/8チーム  | 46       | 21       | 13       | 7        | 1        | 50       | 19       | -            | -                  | -                                         |
| 2022 | 1位          |          |          |          |          |          |          |          |              |                    |                                           |
| 2023 | 1位          | 62       | 24       | 20       | 4        | 4        | 86       | 20       | -            | -                  | -                                         |

## 現所属メンバー
2022年4月24日現在
注：選手の国籍表記はFIFAの定めた代表資格ルールに基づく。
| No. | Pos. |              | 選手名                 |
| --- | ---- | ------------ | ---------------------- |
| 2   | DF   | 日本         | 三本木達哉             |
| 3   | DF   | 日本         | 針谷奎人               |
| 4   | DF   | 日本         | 小林洵                 |
| 5   | DF   | 日本         | 大森大地               |
| 6   | MF   | 日本         | 角田薫平               |
| 7   | MF   | 日本         | 杉田将宏               |
| 8   | MF   | 日本         | 出津真哉               |
| 9   | FW   | シンガポール | フィクリ・ジュナイディ |
| 10  | MF   | 日本         | 小林幹                 |
| 11  | FW   | 日本         | 田中幸大               |
| 13  | MF   | 日本         | 高橋真広               |
| 14  | DF   | 日本         | 国本玲央               |
| 15  | DF   | 日本         | 川西翼                 |
| 16  | DF   | 日本         | 豊村翔吾               |

| No. | Pos. |              | 選手名                     |
| --- | ---- | ------------ | -------------------------- |
| 17  | FW   | シンガポール | イルハン・ファンディ       |
| 18  | FW   | シンガポール | ニッキー・メルヴィン・シン |
| 19  | FW   | 日本         | ファイロス・ハサン         |
| 21  | GK   | シンガポール | ハイロニザム               |
| 22  | FW   | 日本         | 落合翔太                   |
| 23  | MF   | シンガポール | ヒルマン・ノーヒサム       |
| 24  | MF   | シンガポール | ザマニ・ザムリ             |
| 25  | DF   | 日本         | 松浦芳樹                   |
| 26  | MF   | 日本         | 深澤奏人                   |
| 27  | FW   | 日本         | 森颯樹                     |
| 31  | GK   | 日本         | 古賀貴大                   |
| 51  | GK   | 日本         | 山本佳唯                   |
| 52  | DF   | シンガポール | ジュンキ・ケン・ヨシムラ   |